# Iglesia de Nuestra Señora de la Consolación (Santander)
La Iglesia parroquial de Nuestra Señora de Consolación es un templo de culto católico situado en el municipio de Santander, su estilo es barroco y fue construida en el siglo XVIII.

## Historia
A mediados del siglo XVIII el indiano mexicano Pedro Corbán de la Vega donó 212 558 reales para la ampliación de la ermita de Nuestra Señora de la Consolación (siglo XV). En un principio se pensó destinar este dinero para la construcción de una nueva catedral en la Puebla Nueva, pero finalmente se empleó para construir una iglesia nueva sobre los cimientos del antiguo hospital de San Pedro (cuya primera referencia escrita data de 1321) del que dependía la antigua ermita de Consolación.
La nueva iglesia se comenzó a construir en 1757, teniendo como maestro de obras a Francisco Pérez del Hoyo. Su construcción terminó el 3 de septiembre de 1773 y fue bendecida y abierta al culto el 8 de agosto de 1774. En 1868, el obispo de la diócesis de Santander, José López Crespo, elevó la iglesia a parroquia bajo la advocación de Nuestra Señora de Consolación.

## Descripción
La iglesia es barroca, presenta un pórtico rehundido bajo arco de medio punto y de una sola nave con crucero.